# Enzo Francescoli
Enzo Francescoli, né le 12 novembre 1961 à Montevideo en Uruguay, est un footballeur international uruguayen, qui jouait en tant qu'attaquant de soutien.
Surnommé « le Prince » en raison de l'élégance dont il faisait preuve sur et en dehors du terrain, cet attaquant est considéré comme l'un des meilleurs joueurs de l'histoire du football uruguayen. En mars 2004, il est nommé par Pelé dans la liste FIFA 100, réunissant une sélection des 125 meilleurs footballeurs vivants.
Il se fait connaître du monde du football à River Plate, en Argentine, avant d'arriver en France, où il porte les couleurs du Racing club de Paris/Matra Racing puis de l'Olympique de Marseille, où il est l'idole du jeune Zinédine Zidane. Il continue sa carrière en Italie, à Cagliari puis au Torino, avant de retourner à River Plate.
Il dirige aujourd'hui une chaîne de télévision spécialisée dans la diffusion de programmes liés au football association (soccer) à Miami aux États-Unis. On lui prête une forte ressemblance physique avec le joueur argentin Diego Milito.

## Carrière en club

### Les premières années sud-américaines (1980-1986)

#### Montevideo Wanderers (1980-1982)
En 1974, Enzo Francescoli commence à jouer dans le petit club de Cadys Juniors. Uruguayen d'origine italienne, Francescoli est remarqué très jeune par les scouts du club de Montevideo Wanderers qui distingue très tôt sa technique et son habileté balle au pied. Il y signe alors malgré son amour pour le Peñarol.
En 1980 et à 19 ans, il fait ses débuts dans l'équipe première qui termine cette année-là à la deuxième place, meilleure performance du club depuis la mise en place de l'ère professionnelle du championnat d'Uruguay en 1932. Les saisons suivantes, les Bohemios terminent à la quatrième et cinquième place et Francescoli y apporte son écot. En trois saisons, il marque 20 buts en 79 matches.
En 1981, il remporte avec la sélection uruguayenne le Championnat d'Amérique du Sud des moins de 20 ans en Équateur, dont il est élu meilleur joueur. Ses performances attirent l'œil du puissant voisin argentin de River Plate, qui le fait signer en 1983 pour 360 000 dollars.

#### River Plate (1983-1986)
Francescoli dispute son premier match avec River Plate le 24 avril 1984 contre Huracán (victoire 1-0). Les premiers mois et la première saison sont plutôt difficiles pour l'Uruguayen qui peine à trouver sa place sur le terrain. Avec seulement deux buts en sept matches (dont son premier le 27 avril 1983 contre Ferro Carril Oeste), il déçoit.
Son entraineur décide alors de le replacer en tant que vrai attaquant. Aussitôt Francescoli brille et accumule les buts. Pour sa deuxième année, en 1984, il est le meilleur buteur des Millonarios et meilleur buteur du championnat Metropolitano avec 24 buts. C'est à cette époque qu'il reçoit son surnom de Principe (en espagnol : Prince) donné par un journaliste argentin. Il est d'ailleurs élu en fin d'année meilleur joueur sud-américain de l'année.
Lors de la saison 1985-1986, il renouvelle sa performance et obtient le titre de meilleur buteur du tournoi de Clôture (l'un des deux championnat de la saison) avec 25 buts, soit six de plus que son dauphin. Cette saison-là, il inscrit la bagatelle de 28 buts en 37 matches toutes compétitions confondues et est élu meilleur joueur du championnat en 1986.
Sa technique et son élégance balle au pied illumine alors le jeu de River Plate, qui le laisse partir pour l'Europe et la France après la Coupe du monde 1986. À River Plate, il est, avec Walter Gómez (en), joueur des années 1950, l'Uruguayen qui a le plus marqué l'histoire du club. Après trois ans et 113 matches, il quitte le club en ayant marqué 68 buts toutes compétitions confondues.

### L'aventure européenne (1986-1994)

#### RC Paris et Matra Racing (1986-1989)
Désireux de tenter sa chance en Europe, Francescoli choisit à l'été 1986 de signer au Racing Club Paris (devenu Matra Racing en 1987) qui vient tout juste d'accéder à la première division.
Présidé par l'industriel Jean-Luc Lagardère, le club est très ambitieux et met beaucoup d'argent pour son recrutement : outre Francescoli, Lagardère fait venir à Paris cet été-là Pierre Littbarski, Thierry Tusseau et Luis Fernandez, rejoints la saison suivante par Pascal Olmeta et Sonny Silooy. À l'image du club (13e lors de la saison 1986-1987, 7e lors de la saison 1987-1988 et 17e lors de la saison 1988-1989), les performances de l'Uruguayen sont plutôt décevantes sous le maillot parisien. Il inscrit néanmoins en trois saisons 32 buts en championnat.

#### Olympique de Marseille (1989-1990)
Débauché par Bernard Tapie à l'été 1989 pour remplacer Klaus Allofs parti à Bordeaux, Francescoli signe chez le club champion de France en titre. Son effectif est alors très fourni et Francescoli, malgré sa réputation, n'est pas le premier choix de l'entraineur Gérard Gili. Auteur de gestes de classe à l'entrainement et lors des 39 matches auquel il prend part, l'Uruguayen est victime de plusieurs blessures qui le condamnent face au talentueux Chris Waddle qui devient peu à peu titulaire sur l'aile gauche de l'attaque olympienne.
Il participe néanmoins au match aller de la demi-finale de C1 face à Benfica (2-1) au cours duquel il réalise une performance d'exception[réf. nécessaire]. À la fin de la saison et malgré ses 11 buts (deuxième buteur de l'équipe derrière Papin), Tapie recrute Abedi Pelé et pousse Francescoli à trouver un nouveau club. Au cours de sa seule saison marseillaise, il est malgré tout désigné meilleur joueur étranger du championnat.

#### Cagliari (1990-1993)
En août 1990, Francescoli pose ses valises en Sardaigne dans le petit club de Cagliari, habitué au milieu de tableau. Il retrouve ici deux de ses compatriotes, José Oscar Herrera et Daniel Fonseca, et devient rapidement l'un des joueurs préférés des tifosis de Cagliari grâce à son jeu spectaculaire, en dépit de son replacement tactique au poste de milieu défensif qui lui interdit de trop s'aventurer en attaque[réf. nécessaire].
Les performances du club sous l'ère Francescoli ne sont pas flamboyantes (14e à l'issue de la saison 1990-1991, 13e en 1991-1992, 6e en 1992-1993) mais l'Uruguayen, en seulement trois saisons marque l'histoire du club[réf. nécessaire].

#### Torino (1993-1994)
Décidé à voir ailleurs, Francescoli rejoint le Piémont et le Torino, club mythique du championnat italien dont les dernières performances sont devenues plus moyennes. Il ne joue que 24 matches et ne marque que 3 buts. Cette saison est un échec[réf. nécessaire].

### Fin de carrière à River Plate (1994-1997)
« Le Prince » décide, sept ans après, de retourner en Argentine, à River Plate où il a connu ses plus grands succès. Il honore ainsi une promesse faite juste avant son départ en Europe lorsqu'il déclare : « Un jour, c'est sûr, je reviendrai jouer au Monumental avec River Plate »[réf. nécessaire].
Il marque dès son premier match avec les Millonarios contre Argentinos Juniors le 25 septembre 1994. Avec lui, le club argentin s'illustre : en quatre saisons, River et Francescoli remporte quatre titres en Argentine (les Tournois Ouverture 1994, 1996 et 1997 et le Tournoi Clôture 1997) mais surtout la Copa Libertadores 1996 (victoire en finale contre l'América de Cali). En 1997, les Argentins enlèvent également la dernière édition de la Supercopa Sudamericana en battant en finale les Brésiliens de São Paulo, mais s'inclinent en finale de la coupe intercontinentale 1996 face à la Juventus d'un certain Zinédine Zidane.
Même s'il joue moins que durant ses grandes années, l'Uruguayen réussit la performance de terminer meilleur buteur du Tournoi Ouverture 1994 avec 12 buts en 15 matches. Le grand public ne le sait pas encore mais, le 21 décembre 1997 contre Argentinos Juniors (1-1), il joue le dernier match de championnat de sa carrière.
En février 1998, Francescoli annonce la fin de sa arrière. À 37 ans, et à l'occasion d'un match de gala contre son club de cœur de Peñarol, Le Prince dispute sa dernière rencontre.
À ce jour, Enzo Francescoli apparaît comme le meilleur buteur étranger et le treizième réalisateur de l'histoire du club argentin avec 115 buts en 197 matches.

## Sélection nationale
Francescoli fait ses débuts internationaux sous le maillot de l'Uruguay le 20 février 1982 lors d'une rencontre contre la Corée du Sud (2-2) comptant pour la Nehru Cup, tournoi amical joué en Inde. Il est alors seulement junior.
Lors de sa première compétition avec l'équipe nationale, la Copa América 1983, il décroche le titre de Champion marquant même en finale aller contre le Brésil (score final 2-0) son premier but en sélection. Ses coéquipiers se nomment alors Carlos Alberto Aguilera ou Víctor Hugo Diogo. L'histoire d'amour de Francescoli avec la Copa América est lancée...
De 1982 à 1997, il a joué 72 fois avec la Céleste ce qui en fait le joueur de champ le plus capé de l'Histoire de cette sélection. Il a marqué 15 buts et remporté trois Copa América avec l'Uruguay en 1983, 1987 et 1995.
Il a également disputé deux phases finales de Coupe du monde en 1986 et 1990. À titre individuel, il ne brille pas pendant ces deux éditions ne marquant qu'un seul but (sur penalty) lors d'une cinglante défaite 6-1 contre Danemark en phase de poules de la 1986. Lors des deux Coupes du monde jouées par Francescoli, l'Uruguay est battu dès les huitièmes de finale sortie en 1986 par le futur Champion, l'Argentine (0-1) avant de céder quatre ans plus tard face au pays hôte, l'Italie en 1990.
Il dispute son dernier match le 20 août 1997 à Montevideo contre le Chili (victoire 1-0) à l'occasion d'un match qualificatif pour la Coupe du monde 1998.

## La reconversion
À la fin de sa carrière, Enzo Francescoli participe au lancement d'une chaîne consacrée au football association (soccer) aux États-Unis, GolTV. Depuis 2002, il s'est investi dans le développement et la gestion de cette chaine et de la maison-mère qui la possède Tenfield et vit à la fois avec sa famille à Miami et en Uruguay.

## Palmarès

### En club
- Vainqueur de la Copa Libertadores en 1996 avec River Plate
- Vainqueur de la Supercopa Sudamericana en 1997 avec River Plate
- Champion d'Argentine en  1986 avec River Plate
- Vainqueur du Championnat d'Ouverture d'Argentine en 1994, en 1996 et en 1997 avec River Plate
- Vainqueur du Championnat de Clôture d'Argentine en 1995 avec River Plate
- Champion de France en 1990 avec l'Olympique de Marseille

### EnÉquipe d'Uruguay
- 73 sélections et 17 buts entre 1982 et 1997
- Vainqueur de la Copa América en 1983, en 1987 et en 1995
- Vainqueur du Championnat des moins de 20 ans de la CONMEBOL en 1981 avec les moins de 20 ans
- Participation à la Copa América en 1983 (Vainqueur), en 1987 (Vainqueur), en 1989 (Finaliste), en 1993 (1/4 de finaliste) et en 1995 (Vainqueur)
- Participation à la Coupe du Monde en 1986 (1/8 de finaliste) et en 1990 (1/8 de finaliste)

#### Buts avec l'Uruguay
| Buts en sélection de Enzo Francescoli | Buts en sélection de Enzo Francescoli | Buts en sélection de Enzo Francescoli | Buts en sélection de Enzo Francescoli | Buts en sélection de Enzo Francescoli | Buts en sélection de Enzo Francescoli | Buts en sélection de Enzo Francescoli   |
| #                                     | Date                                  | Lieu                                  | Adversaire                            | Score                                 | Résultats                             | Compétitions                            |
| ------------------------------------- | ------------------------------------- | ------------------------------------- | ------------------------------------- | ------------------------------------- | ------------------------------------- | --------------------------------------- |
| -                                     | 17 février 1982                       | Eden Gardens, Calcutta                | Yougoslavie                           | 1-0                                   | 1-0                                   | Nehru Cup (Matchs non officiels)        |
| -                                     | 28 février 1982                       | Eden Gardens, Calcutta                | Italie                                | 2-0                                   | 3-2                                   | Nehru Cup (Matchs non officiels)        |
| 1                                     | 27 octobre 1983                       | Estadio Centenario, Montevideo        | Brésil                                | 1-0                                   | 2-0                                   | Copa América 1983                       |
| 2                                     | 29 janvier 1985                       | Estadio Centenario, Montevideo        | Allemagne                             | 1-0                                   | 3-0                                   | Match amical                            |
| 3                                     | 3 février 1985                        | Estadio Centenario, Montevideo        | Paraguay                              | 1-0                                   | 1-0                                   | Artigas Cup                             |
| 4                                     | 6 février 1985                        | Estadio Félix Capriles, Cochabamba    | Bolivie                               | 1-0                                   | 1-0                                   | Match amical                            |
| 5                                     | 24 février 1985                       | Estadio Centenario, Montevideo        | Colombie                              | 2-0                                   | 3-0                                   | Match amical                            |
| 6                                     | 31 mars 1985                          | Estadio Olímpico Atahualpa, Quito     | Équateur                              | 2-0                                   | 2-0                                   | Éliminatoires de la Coupe du monde 1986 |
| 7                                     | 8 juin 1986                           | Stade Neza 86, Nezahualcóyotl         | Danemark                              | 1-2                                   | 1-6                                   | Coupe du monde 1986                     |
| 8                                     | 14 décembre 1988                      | Estadio Centenario, Montevideo        | Pérou                                 | 1-0                                   | 3-0                                   | MUFP Cup                                |
| 9                                     | 14 décembre 1988                      | Estadio Centenario, Montevideo        | Pérou                                 | 2-0                                   | 3-0                                   | MUFP Cup                                |
| 10                                    | 6 juillet 1989                        | Stade Serra Dourada, Goiânia          | Chili                                 | 3-0                                   | 3-0                                   | Copa América 1989                       |
| 11                                    | 12 juillet 1989                       | Estádio do Maracanã, Rio de Janeiro   | Paraguay                              | 1-0                                   | 3-0                                   | Copa América 1989                       |
| 12                                    | 17 septembre 1989                     | Estadio Centenario, Montevideo        | Bolivie                               | 2-0                                   | 2-0                                   | Coupe du monde 1990                     |
| 13                                    | 8 août 1993                           | Estadio Hernando Siles, La Paz        | Bolivie                               | 1-3                                   | 1-3                                   | Éliminatoires de la Coupe du monde 1994 |
| 14                                    | 12 septembre 1993                     | Estadio Centenario, Montevideo        | Bolivie                               | 1-0                                   | 2-1                                   | Éliminatoires de la Coupe du monde 1994 |
| 15                                    | 28 juin 1995                          | Estadio Atilio Paiva Olivera, Rivera  | Nouvelle-Zélande                      | 1-1                                   | 2-2                                   | Match amical                            |
| 16                                    | 5 juillet 1995                        | Estadio Centenario, Montevideo        | Venezuela                             | 3-1                                   | 4-1                                   | Copa América 1995                       |
| 17                                    | 9 juillet 1995                        | Estadio Centenario, Montevideo        | Paraguay                              | 1-0                                   | 1-0                                   | Copa América 1995                       |

### Distinctions individuelles
- Meilleur buteur du Championnat d'Argentine en 1984 (Metropolitano - 24 buts), en 1986 (25 buts) et en 1995 (Apertura - 12 buts)
- Élu meilleur joueur sud-américain de l'année en 1984 et en 1995
- Élu joueur de l'année du  Championnat d'Argentine en 1985 et en 1995
- Élu meilleur joueur étranger du Championnat de France de l'année 1990
- Meilleur buteur étranger de l'Histoire de River Plate (115 buts)
- Membre du FIFA 100 en 2004

## Statistiques
- 74 matchs et 20 buts en Uruguayan Primera División
- 194 matchs et 115 buts en Primera división
- 117 matchs et 43 buts en Division 1
- 122 matchs et 20 buts en Serie A
- 8 matchs en Coupe d'Europe des Clubs Champions
- 3 matchs en Coupe d'Europe des Vainqueurs de Coupe
- 36 matchs et 20 buts en Copa Libertadores
- 73 matches et 17 buts avec l'Équipe d'Uruguay
- Statistiques en compétitions officielles : 628 matches, 237 buts soit 0,38 but par match